# 賴納克尼亞金亞峰

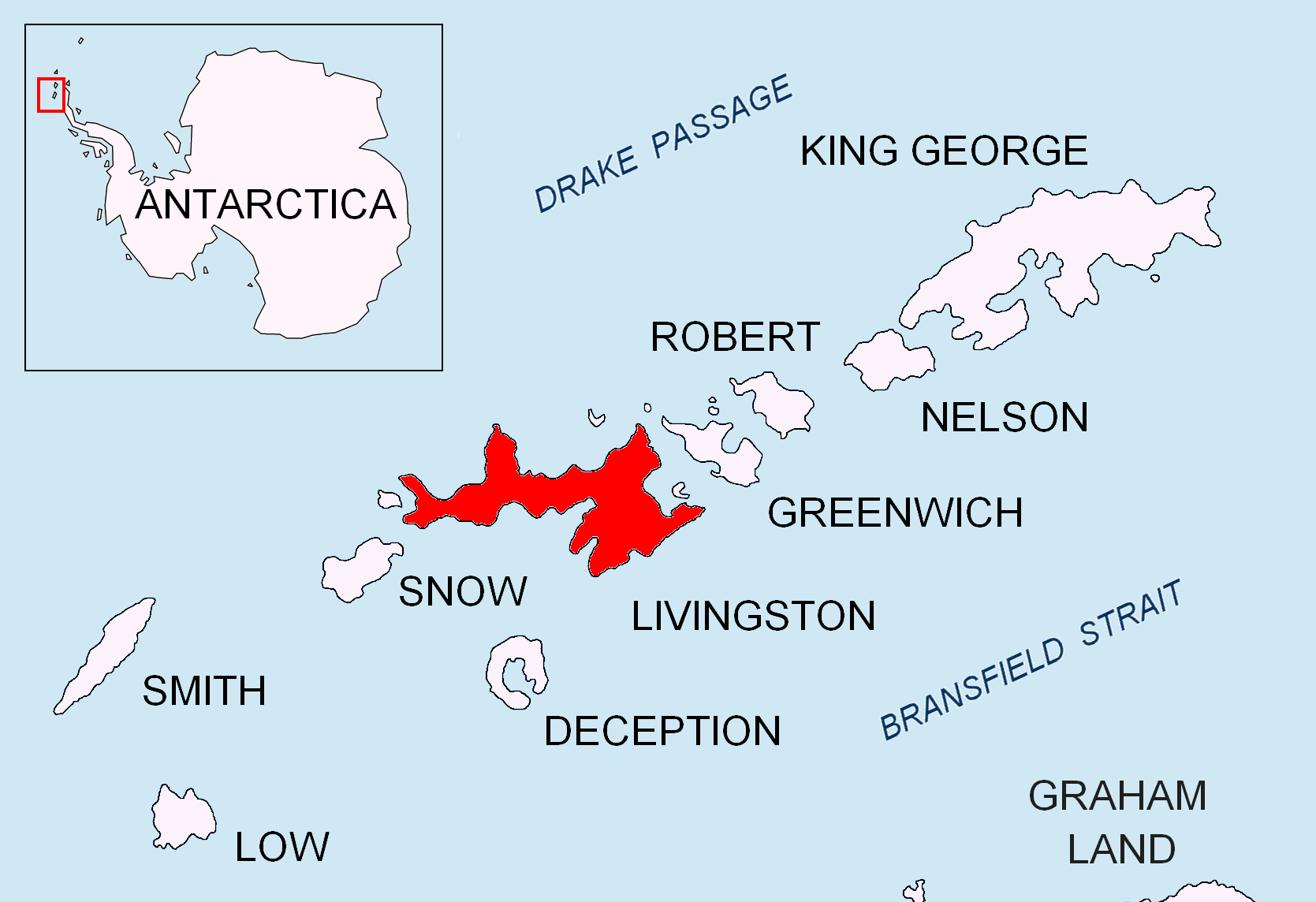

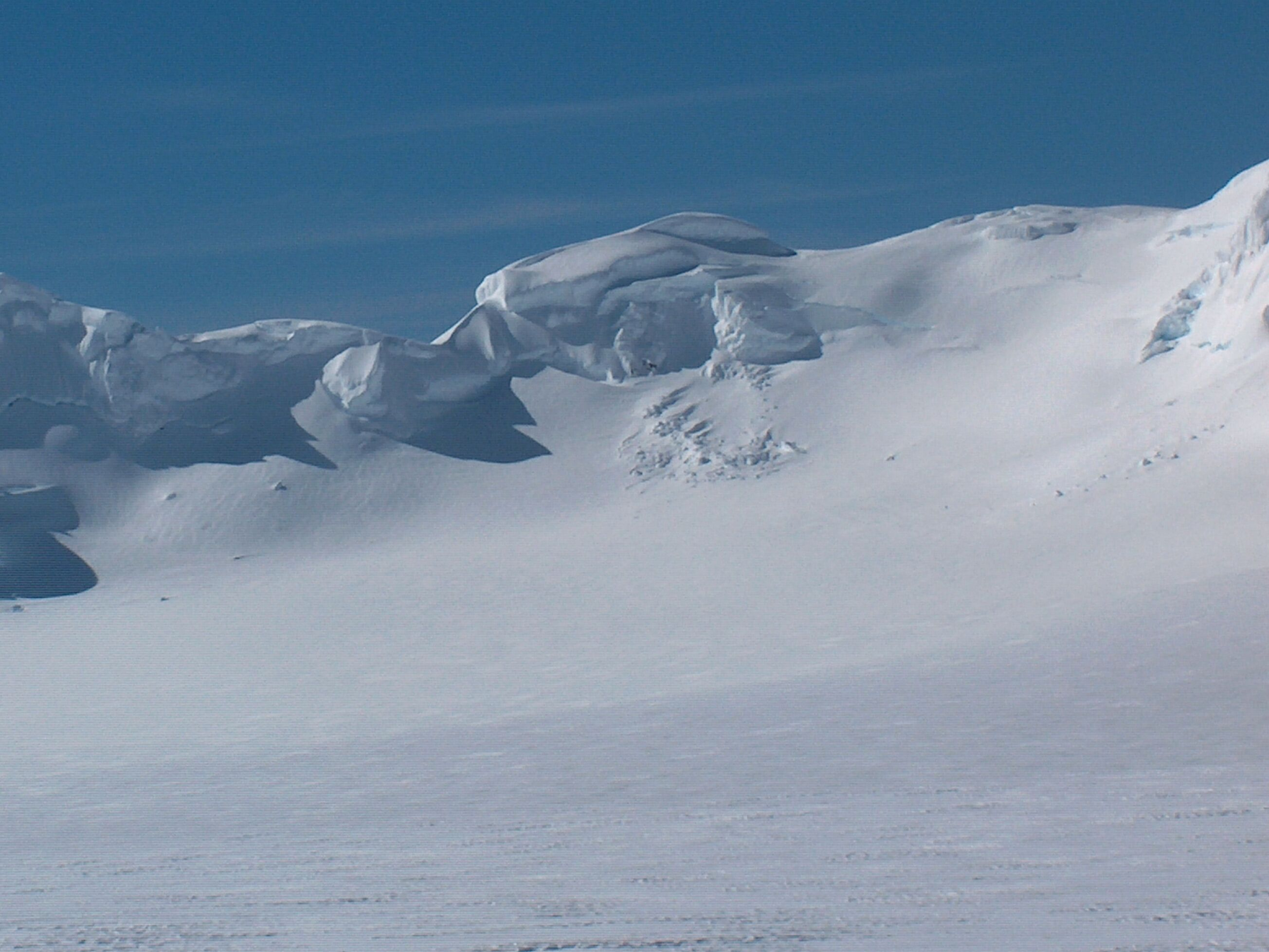

賴納克尼亞金亞峰（英語：Rayna Knyaginya Peak）是南極洲的山峰，位於南設得蘭群島的利文斯頓島東部，屬於鮑爾斯嶺的一部分，海拔高度680米，處於鮑爾斯山西北面0.74公里、西鮑爾斯峰東北面0.35公里和赫穆斯峰東南面0.8公里。

## 外部連結
- . Australian Antarctic Division — Australia in Antarctica.   [2013-09-28]. （原始内容存档于2009-03-27）.